# Sigrid Gurie
Sigrid Gurie (Sigrid Gurie Haukelid), född 18 maj 1911 i Brooklyn, New York, död 14 augusti 1969 i Mexico City var en norsk-amerikansk skådespelerska. Hon var aktiv på 1930- och 1940-talen. Hon var dotter till Sigrid och Bjørgulv Haukelid och var tvillingsyster till den norske motståndsmannen Knut Haukelid. Gurie och hennes familj återvände till Norge 1912.
1936 kom hon till Hollywood och filmmagnaten Samuel Goldwyn tog åt sig äran av att ha upptäckt henne och kallade henne för 'the siren of the fjords'.
1938 spelade hon huvudrollen som Kublai Khans dotter, prinsessan Kukachin i filmen Marco Polo med Gary Cooper i den manliga huvudrollen.
I slutet av 1940-talet studerade hon vid Kann Institute of Art och bland hennes verk syns porträtt, landskap och skisser. 
Från 1961 till 1969 bodde hon i byn San Miguel de Allende i Mexiko där hon fortsatte att måla. Hon designade även smycken åt Royal Copenhagen (Den Kongelige Porcelænsfabrik). 1969 blev Sigrid inlagd på sjukhuset i Mexico City för njurproblem och dog till följderna av emboli. 

## Filmografi
- 1937 The Road Back
- 1938 The Adventures of Marco Polo
- 1938 Algiers
- 1939 The Forgotten Woman
- 1939 Rio
- 1940 Three Faces West
- 1940 Dark Streets of Cairo
- 1944 Voice in the wind
- 1944 Enemy of Women
- 1948 Kampen om tungtvannet
- 1948 Sword of the Avenger
- 1948 Sofia
- 1950 The Du Pont Story